# Monuments représentant Otto von Bismarck
Les monuments représentant Otto von Bismarck, principal acteur de l'unification allemande, ministre-président de Prusse et 1er chancelier de l'Empire allemand, sont particulièrement nombreux dans le monde germanique. Cela va de simples plaques commémoratives à des monuments comportant plusieurs statues, comme le monument national à Bismarck de Berlin. Ce type de monument est très répandu, seuls les monuments en l'honneur des guerres dites d'unification : guerre des duchés de 1864, guerre austro-prussienne, guerre franco-allemande de 1870 et ceux représentant l'empereur Guillaume Ier sont plus nombreux. Les monuments en l'honneur de Bismarck sont des signes visibles du véritable culte qui a entouré le chancelier pendant la période de l'Empire allemand.

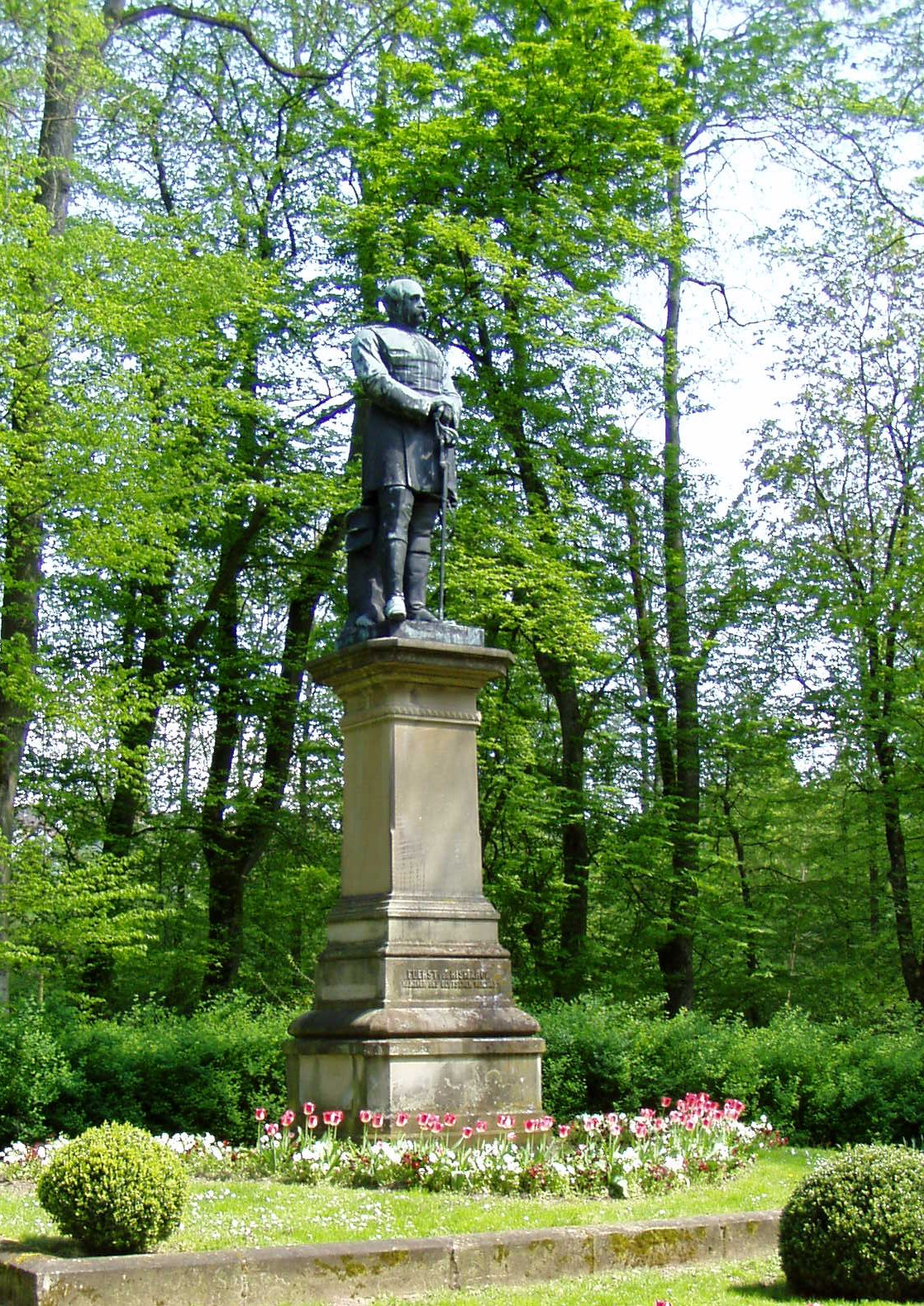
Première statue de Bismarck, érigée en 1877 à Hausen près de Bad Kissingen

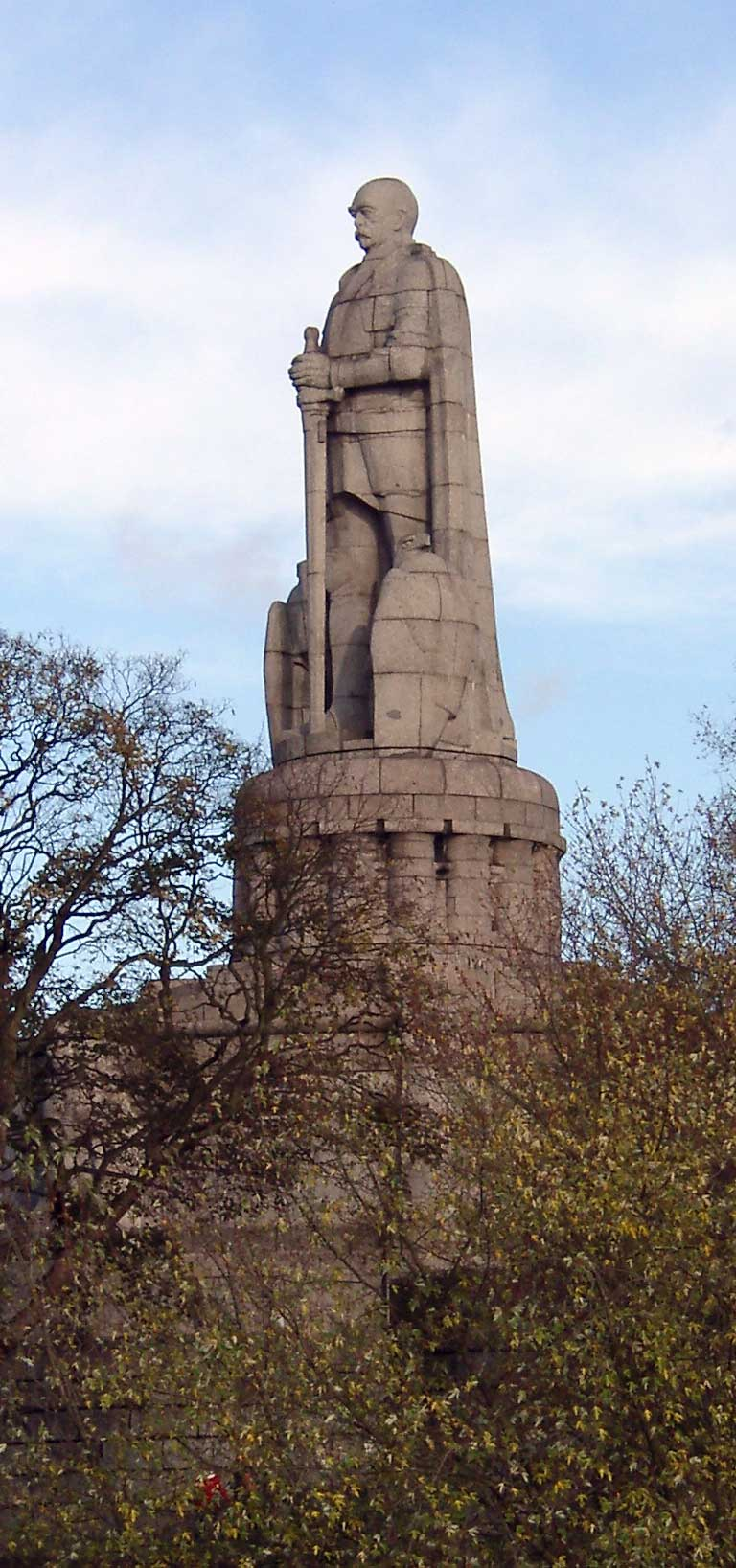
Statue de Bismarck à Hambourg de 1906, elle est haute de 14.8 m et 34.3 m avec son socle

## Histoire

### Monuments construits avant 1871

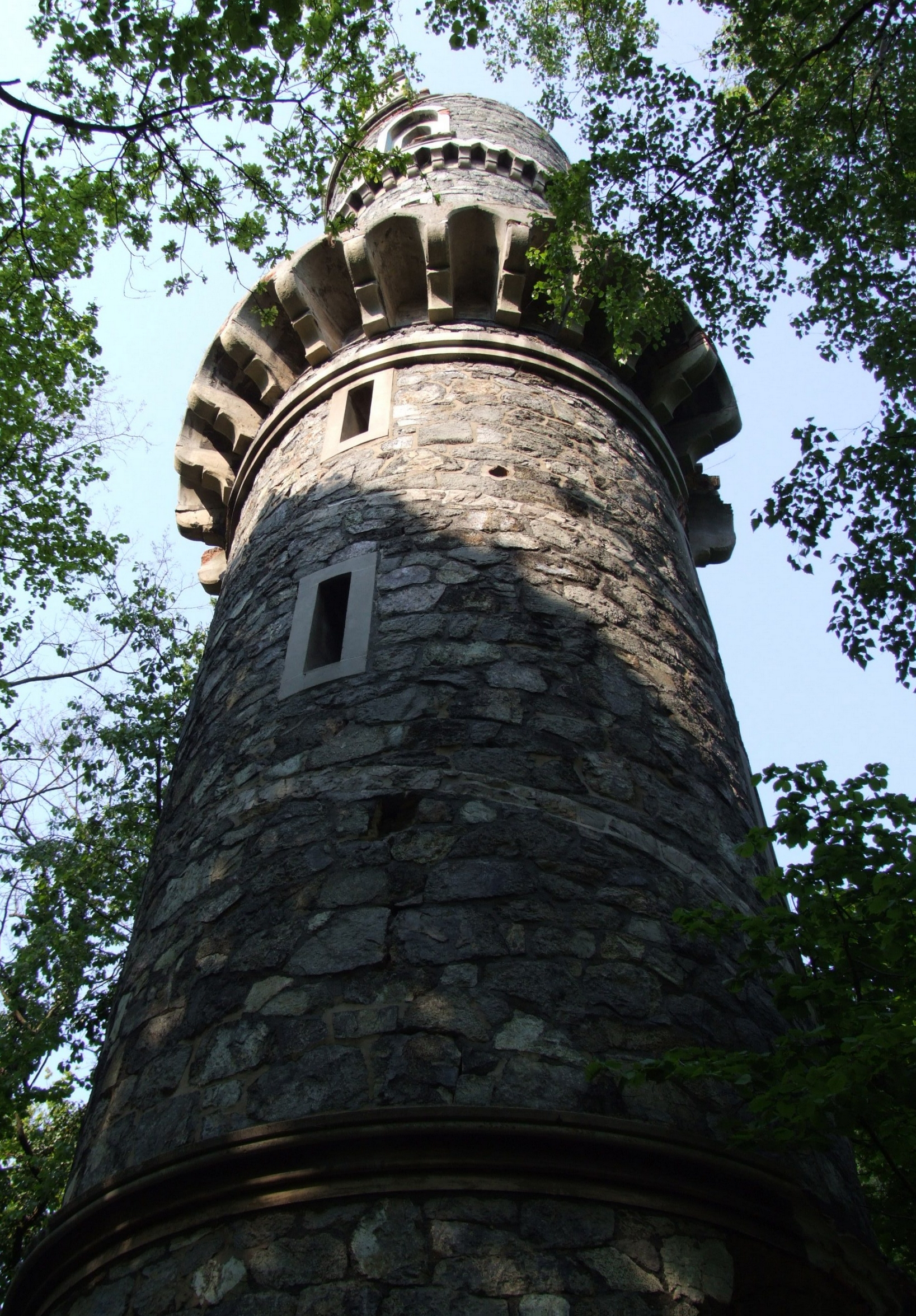
Première Tour Bismarck érigée en 1869 à Ober-Johnsdorf (de nos jours Janówek)

Des monuments en l'honneur du chancelier ont été érigés avant la formation de l'Empire allemand. Le premier est un obélisque de 12 m de haut à Gross-Peterwitz en Silésie en 1868. Un an plus tard, suit une tour à Ober-Johnsdorf, toujours dans la même région. Ces monuments sont le fruit d'initiatives privées.

### Monuments construits entre 1871 et 1890

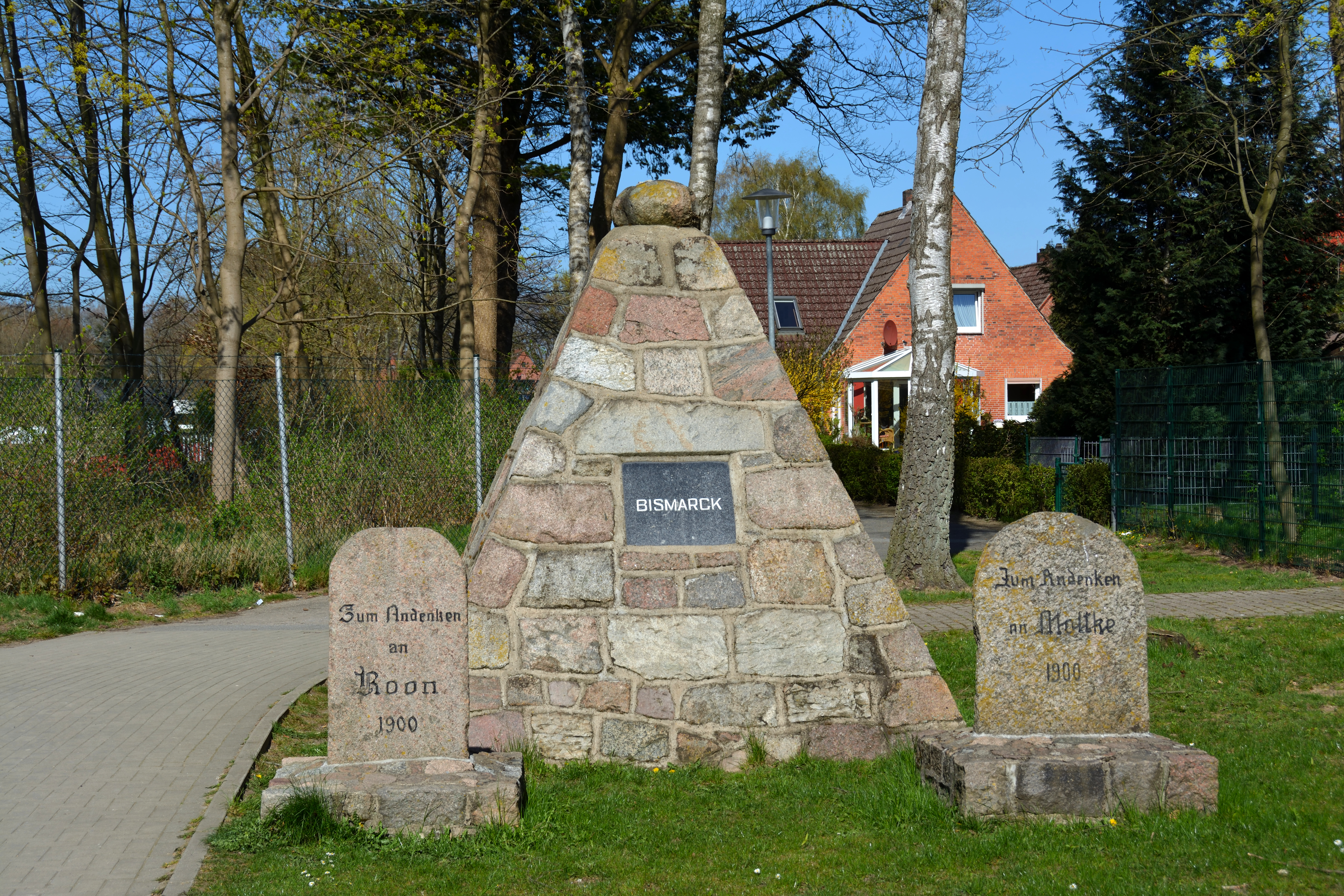
Bismarck, Roon et Moltke à Hohenlockstedt

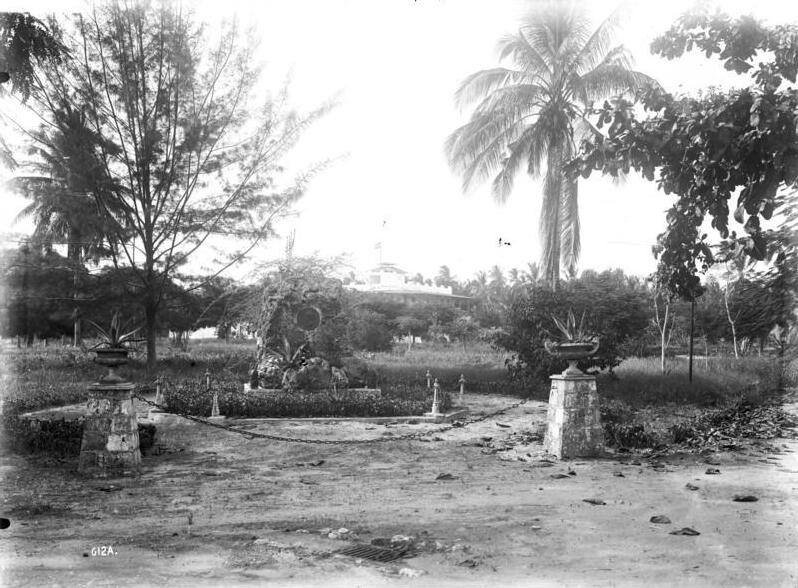
Monument à Pangani en Afrique orientale allemande de 1906

Peu de temps après l'unification de l'Allemagne en 1871, commencent à fleurir les monuments à Bismarck. Celui-ci n'est en général pas seul, les autres protagonistes des guerres de 1866, de 1870 et de l'unification que sont Guillaume Ier, le prince Frédéric, Helmuth Karl Bernhard von Moltke et Albrecht von Roon lui sont souvent associés.
Les premières représentations du chancelier apparaissent à partir de 1877, avec la colonne de Canossa à Bad Harzburg et la première statue à Bad Kissingen. On réalise à l'époque des bustes et des statues de bronze du chancelier en uniforme de cuirassier, placée sur des socles de pierre massif symbolisant sa supériorité. Un exemple se trouve à Cologne avec une statue datant de 1879. Ces statues se trouvent le plus souvent sur la place principale des villes. Par ailleurs, plus de trente fontaines en l'honneur de Bismarck sont construites. Des monuments de la sorte sont construits sur tous les continents : dans les colonies allemandes surtout, mais aussi dans les pays à forte immigration allemande comme les États-Unis ou le Brésil.

### Monuments construit entre 1890 et 1898
Après le retrait de Bismarck de ses fonctions de chancelier en 1890 se forment des comités locaux afin de construire d'autres monuments en son honneur. Leur nombre est en constante augmentation et de nouvelles formes de monuments font leurs apparitions. Certains, rares, le représente en civil, comme le monument de Leipzig, où il est en tenue de chasseur avec son chien Tyras.
Des tours de style médiéval sont également érigées sur des hauteurs à l'extérieur des villes.

### Monuments construits après 1898

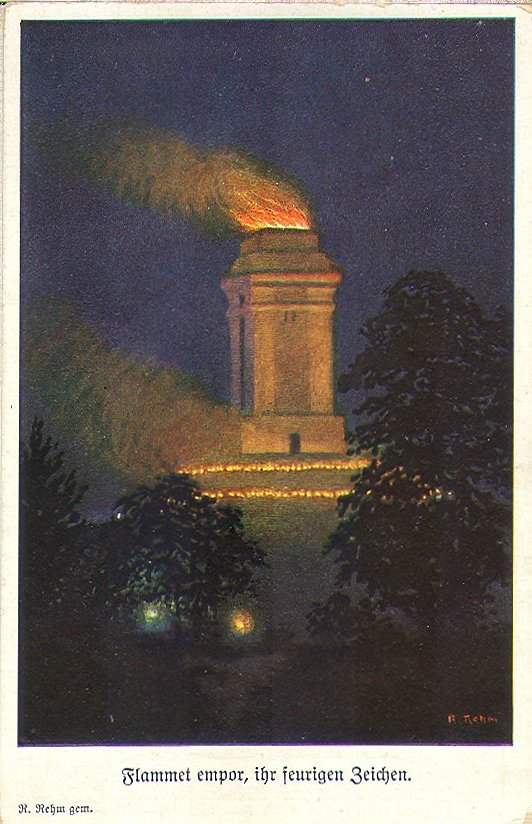
Tour dite Götterdämmerung

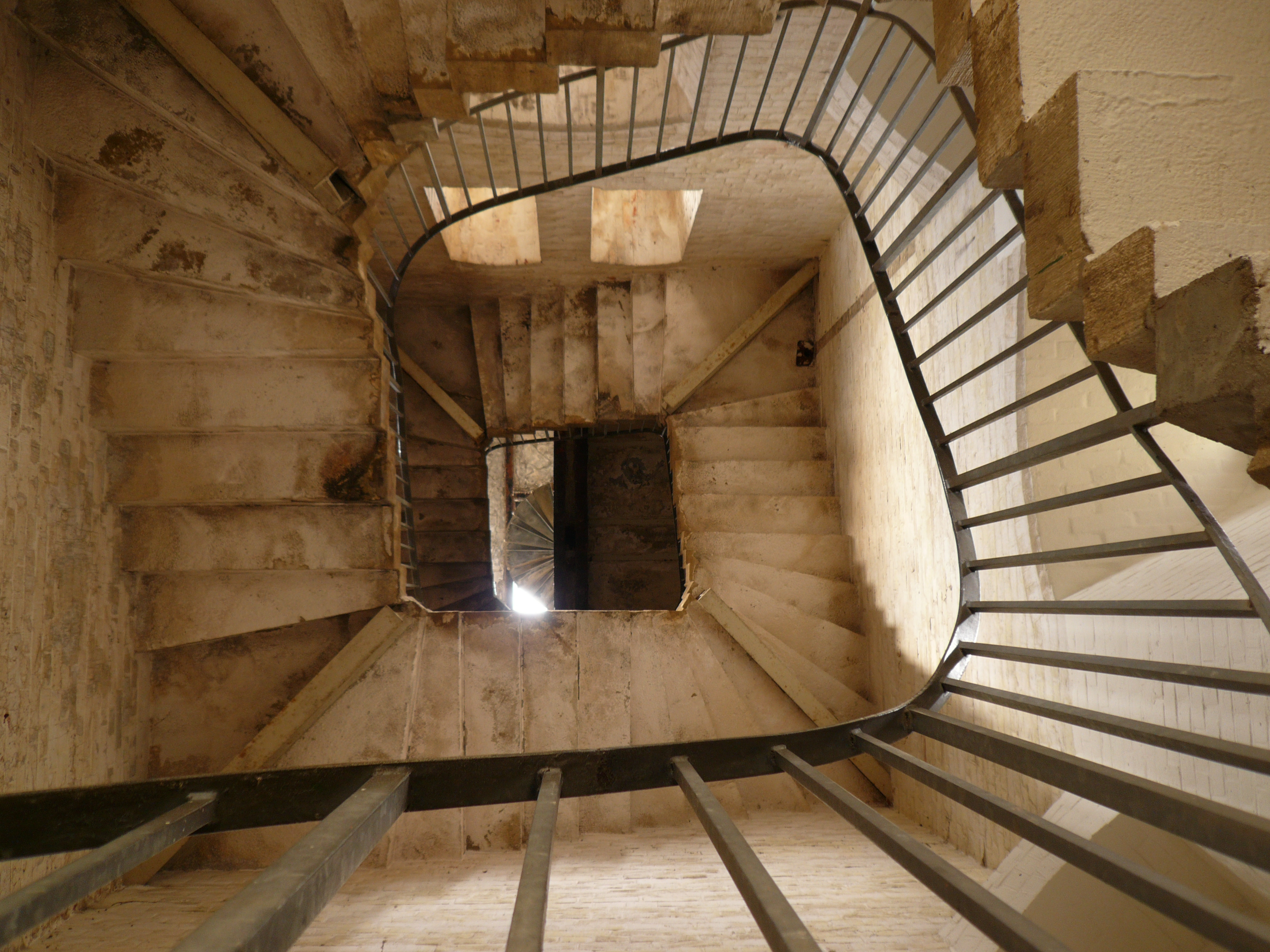
Cage d'escalier d'un tour Bismarck de type Götterdämmerung à (Hildesheim)

Après sa mort en 1898, la popularité de Bismarck connaît un nouveau regain et avec elle les constructions de monuments. Les formes d'expression changent toutefois et Bismarck est représenté parfois équipé d'une armure médiévale à la place de ses uniformes habituels. De plus les monuments vont beaucoup plus loin dans l'architecture.
L'architecte Wilhelm Kreis réalise en 1899 pour le concours de l'Association des étudiants allemands (de) des croquis pour la construction de Götterdämmerung. Ces sortes de flambeau géant lui permettent de remporter la compétition. Un brûlot peut être allumé au sommet de la tour pour les jours de commémoration du chancelier. Les 47 tours de ce type construites jusqu'en 1911 forment ainsi un réseau en Allemagne rendant l'événement particulièrement remarquable. Viennent s'ajouter à ces Götterdämmerung d'autres tours Bismarck également équipées d'un brûlot, portant le total à 167 tours illuminées. Toutefois l'approbation n'est pas générale et certaines villes refusent de construire une telle tour. Un autre problème vient du fait que le jour de commémoration ne fait pas consensus, le 1er avril, date de naissance du chancelier, se trouvant pendant les vacances. Toutes ces tours sont principalement financées par des initiatives privées. Les matériaux de construction utilisés sont toujours locaux, du grès ou du granit par exemple. Au total ce sont 240 tours Bismarck qui sont érigées.
Un summum doit être atteint avec la construction du monument national à Bismarck sur la colline Elisenhöhe de Bingerbrück. Sa planification a commencé en 1907, l'appel d'offres a eu lieu en 1910 et il doit être finalement inauguré le 1er avril 1915. Toutefois la manière dont a été menée la procédure d'appel d'offres fait débat et le déclenchement de la guerre met fin définitivement au projet.
De nombreux monuments ont été détruits lors de la Seconde Guerre mondiale ou lors des changements de régime qui ont suivi. Certaines statues ont été fondues pour l'armement, d'autres détruites lors des bombardements et enfin d'autres retirées après 1945. De nombreuses opérations de restauration ont par la suite lieu et sont souvent menées par des associations locales de défense du patrimoine.

### Exemple

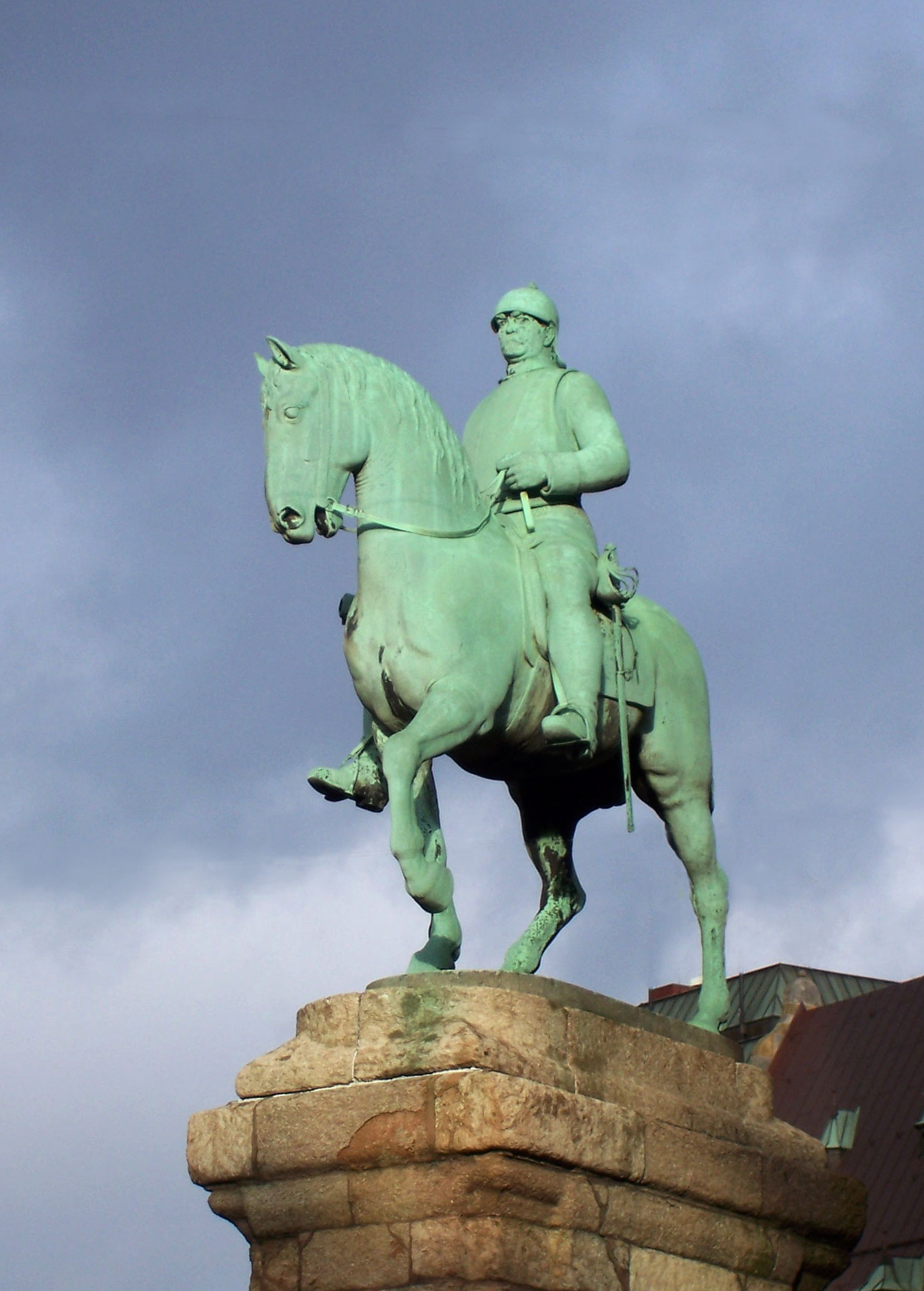
Statue équestre à côté de la cathédrale de Brême
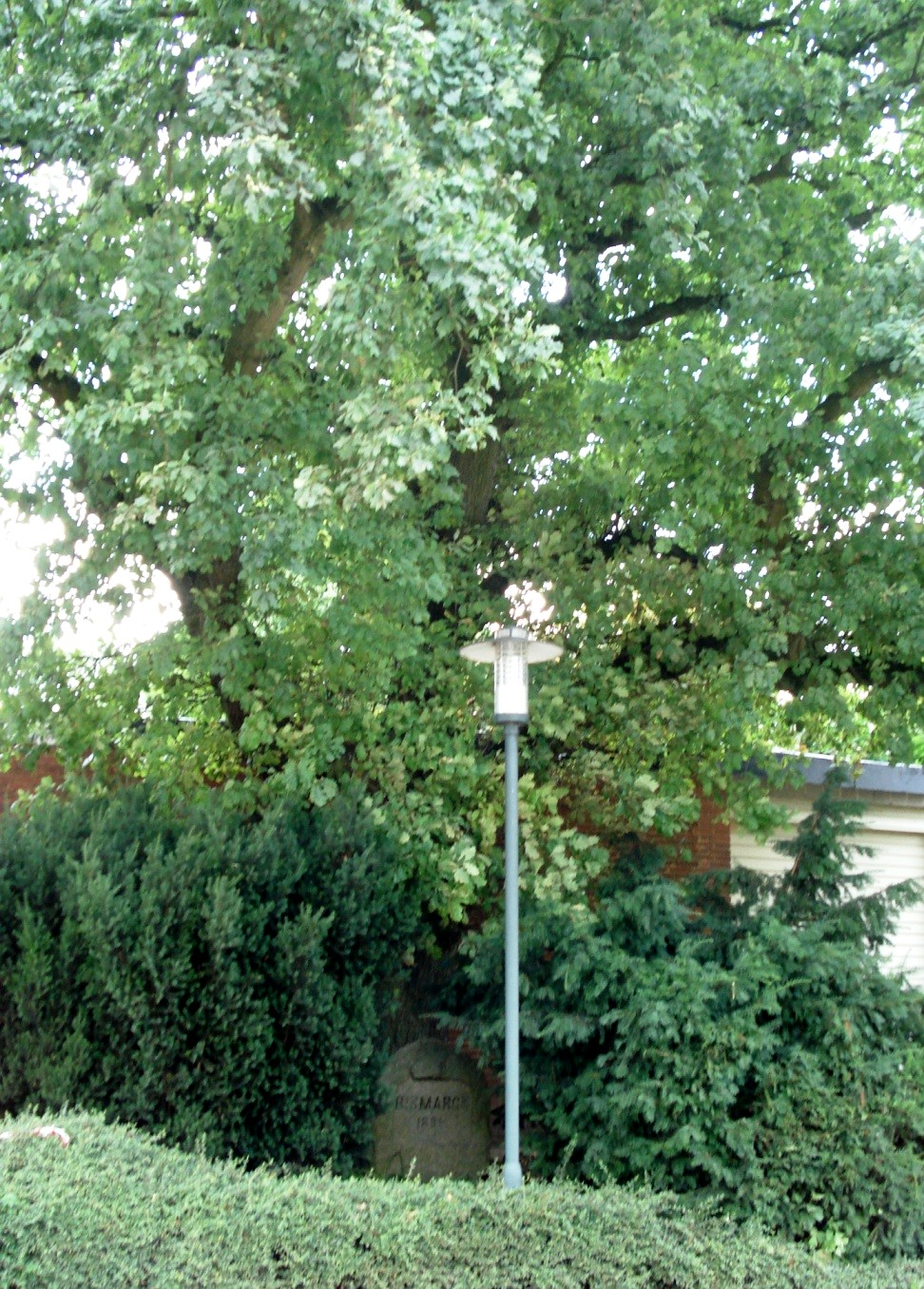
Le chêne Bismarck à Groß Parin
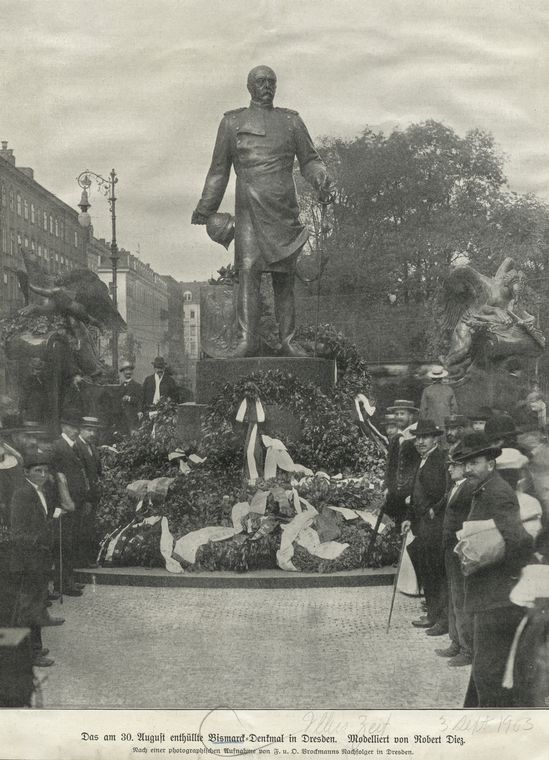
Dresde : inauguration du monument Bismarck en 1903 (détruit en 1946)
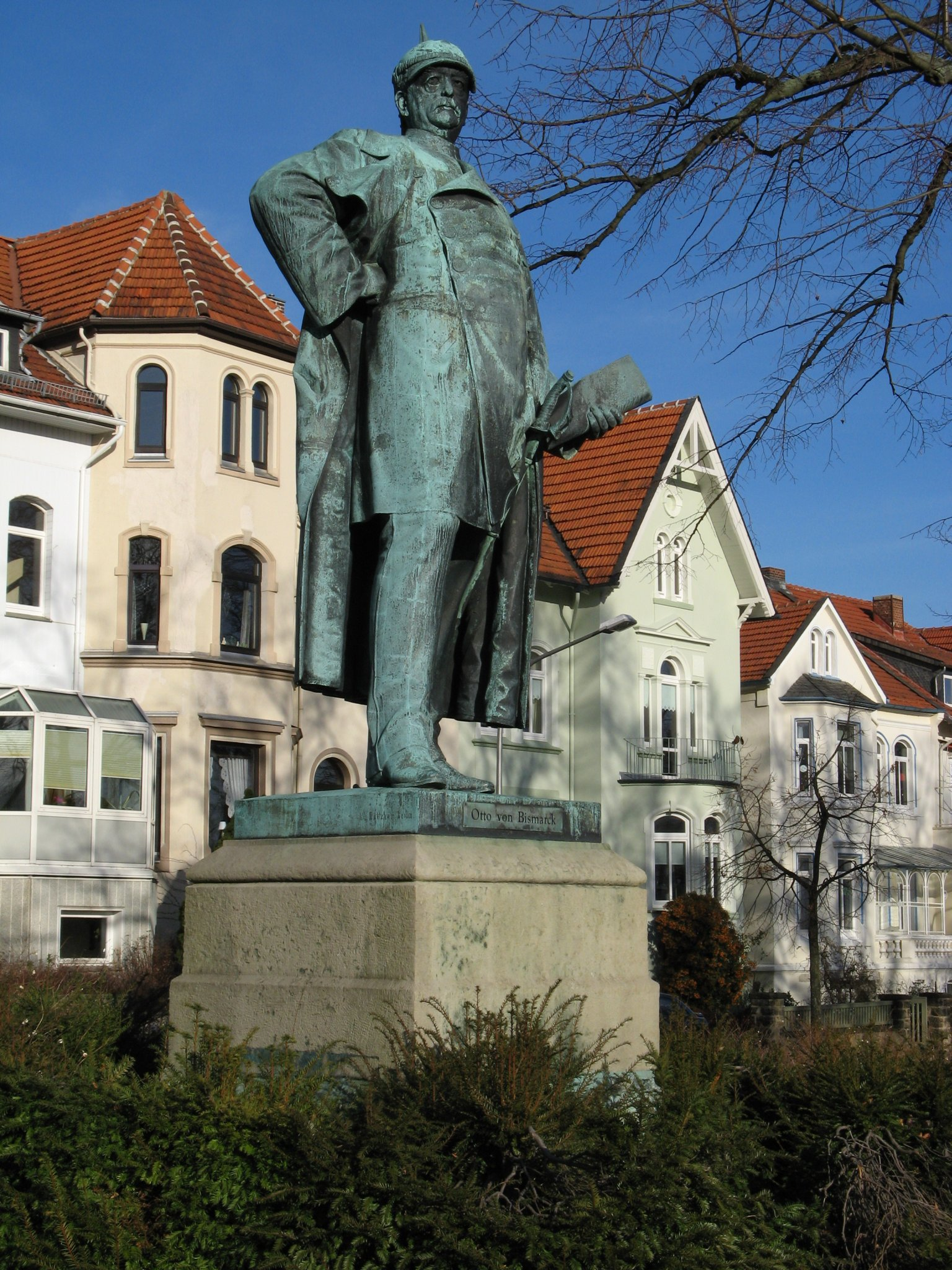
Monument à Goslar
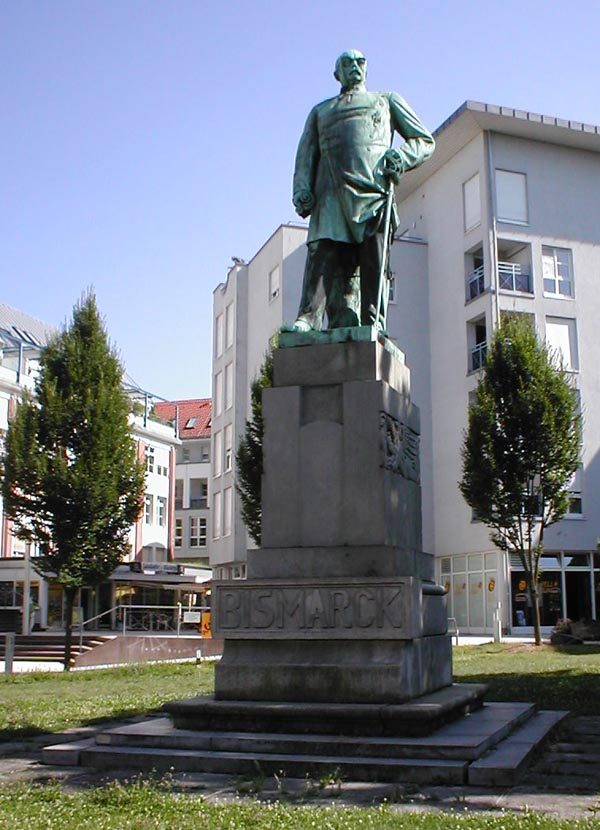
Monument à Heilbronn
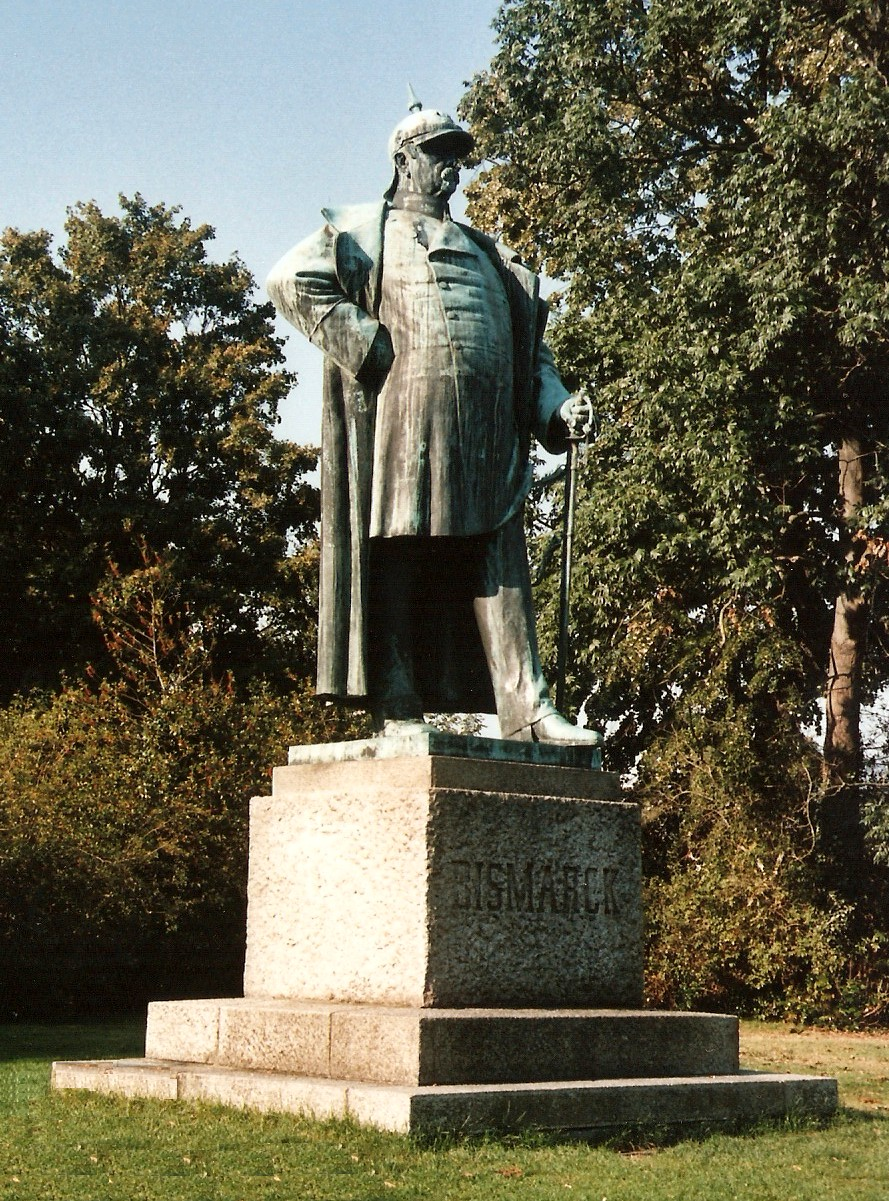
Monument à Lübeck
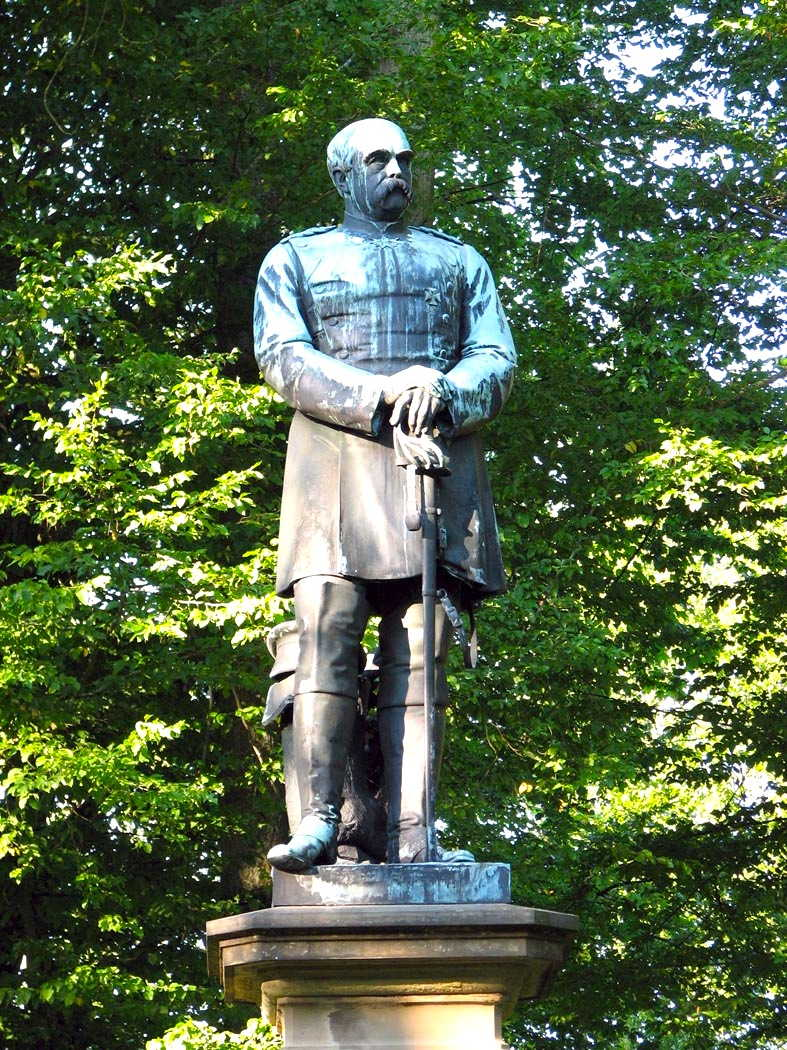
Statue de Bismarck (Bad Kissingen).

## Monuments conservés

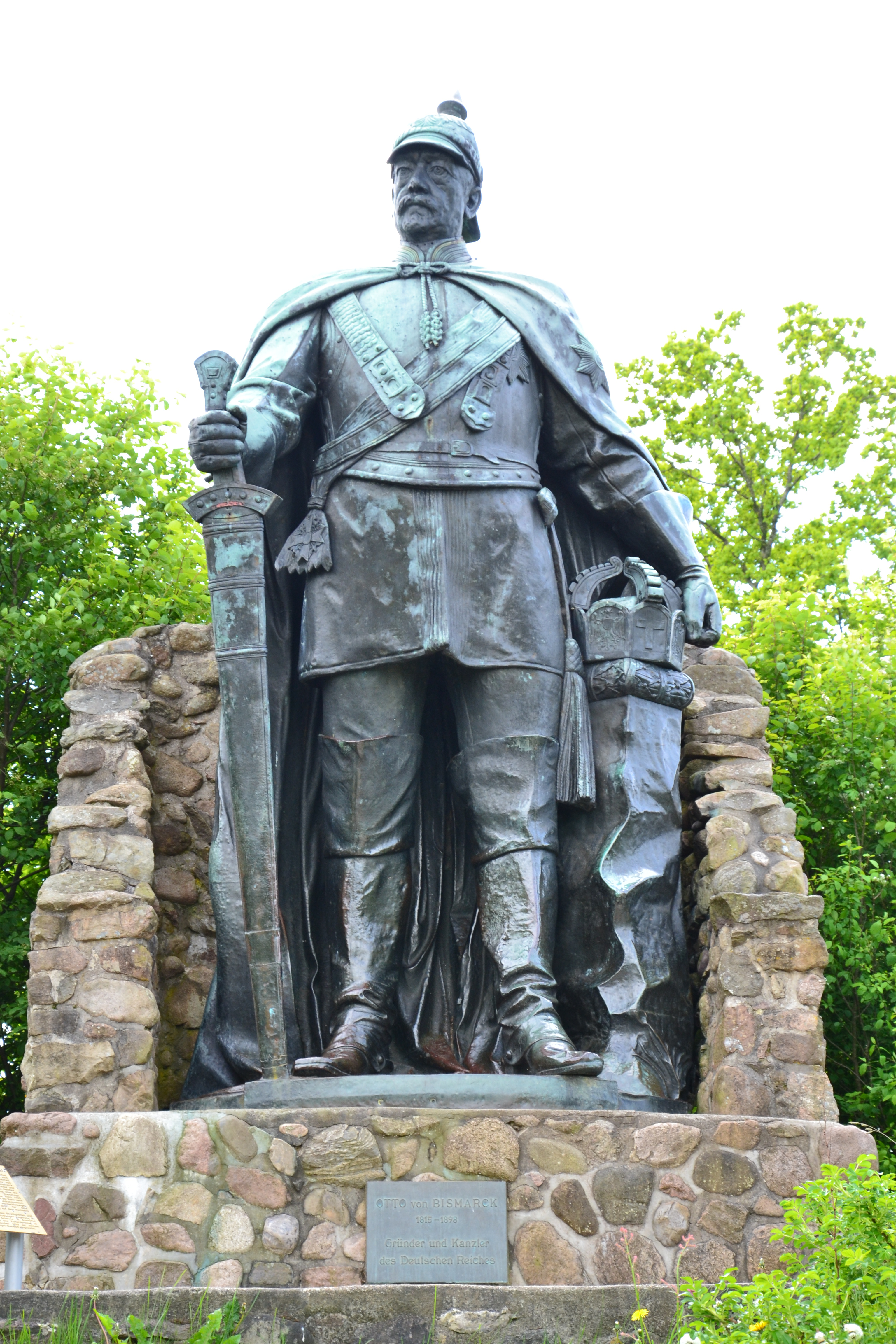
Statue au mont Aschberg (Ascheffel).

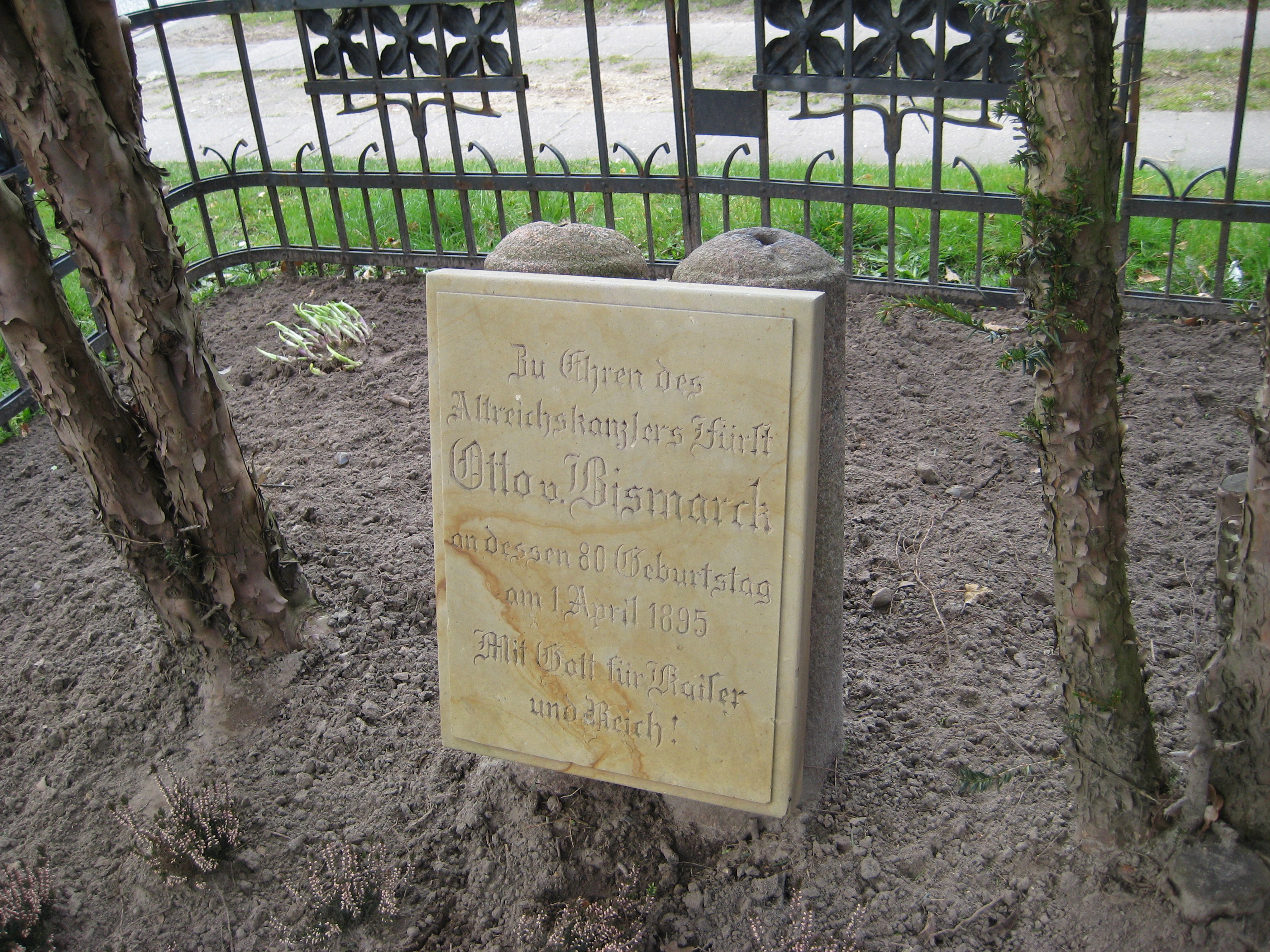
Plaque commémorative à Itzehoe

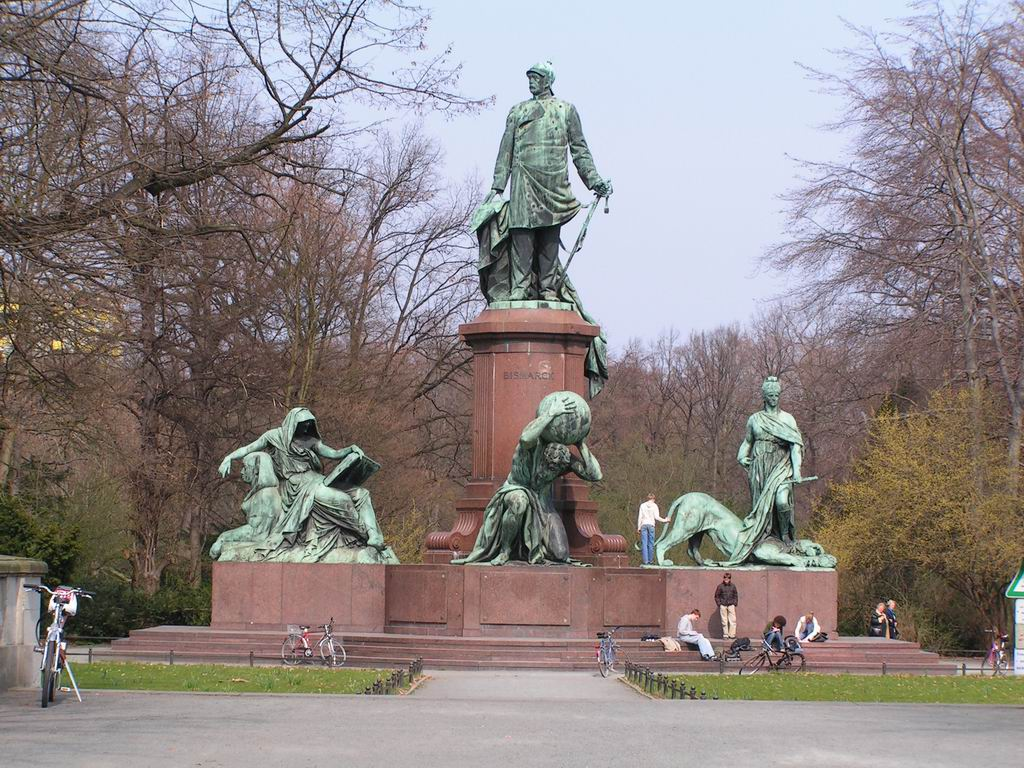
Monument national de Bismarck de Berlin

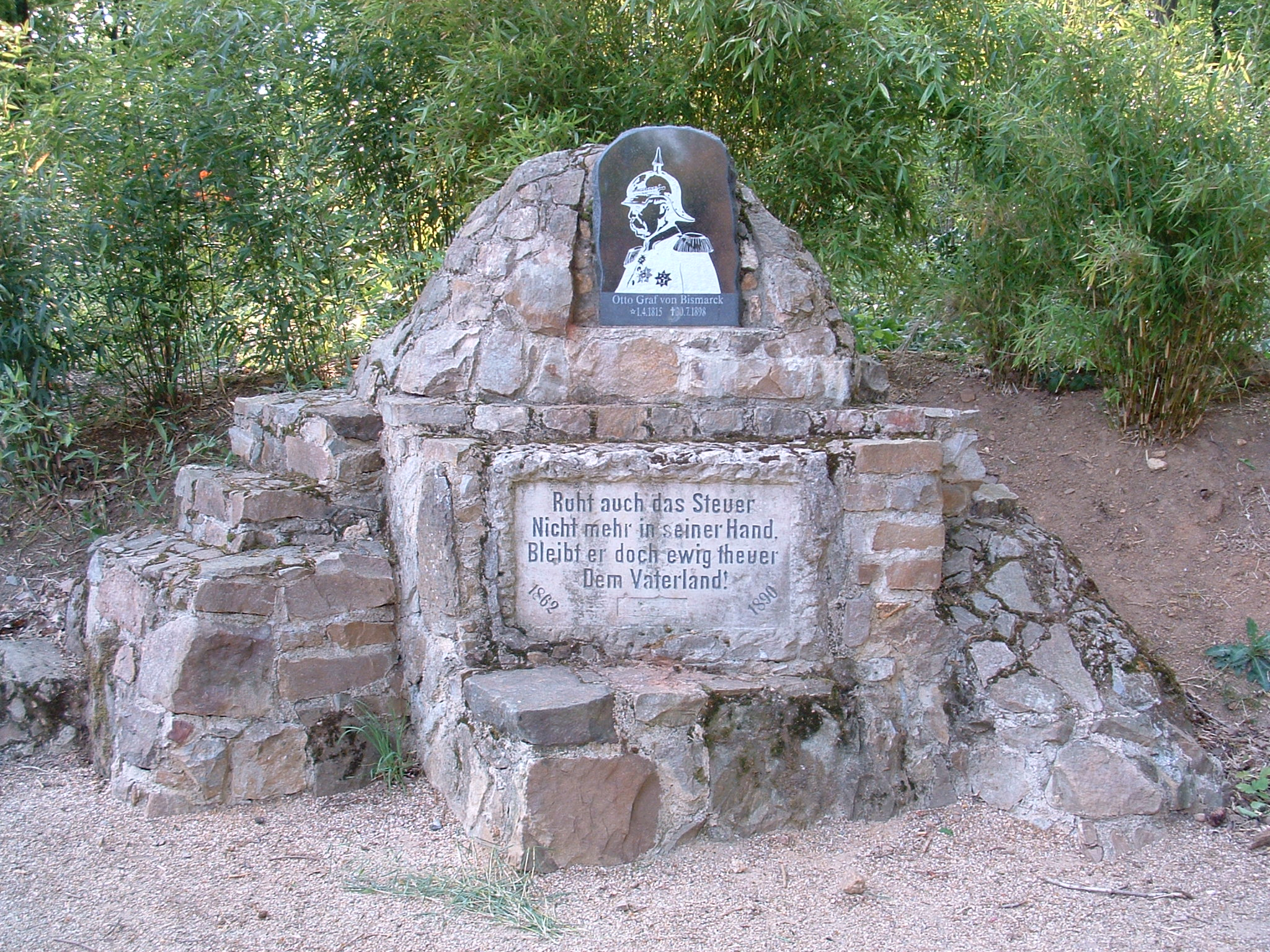
Monument dans le jardin Kammerbusch de Langerwehe

- Statue au Mont Aschberg (de) près d'Ascheffel
- Baden-Baden – sur la Rathausplatz
- Bad Bentheim – sur la Bismarckplatz (place Bismarck)[3]
- Bad Harzburg, colonne Canossa sur le mont du château.
- Bad Kissingen, Statue près de la saline.
- Bad Kösen –  au château Ruder – de Norbert Pfretzschner (de) en 1896, montre Bismarck jeune, en étudiant du Corps Hannovera Göttingen avec son chien Ariel. Restaurée en 2006.
- Bad Pyrmont - Portrait sur le monument aux morts de la guerre franco-allemande de 1870 de Friedrich Volke sur la Kaiserplatz, inaugurée en 1897[4]
- Bad Schwartau – quartier de Groß Parin – Pierre commémorative datant de 1895 à côté du chêne Bismarck.
- Bad Urach - Buste près de l'église St. Amandus
- Berlin :
  - Quartier de Großer Stern. Le monument national de Bismarck de Reinhold Begas, réalisé entre 1896 et 1901. Il était d'abord situé en face du Reichstag, puis a été déplacé en 1938.
  - Buste à l'Alte Nationalgalerie de Adolf von Donndorf
  - Bismarckplatz dans Berlin-Grunewald, statue de Bismarck en civil avec son chien, de Max Klein en 1895. L'originale a été fondue en 1944, l'actuelle est une copie.
  - Auparavant sur la Siegesallee, buste à côté d'une statue de Guillaume Ier, du 30 mars 1901.
- Bielefeld – Statue devant la chambre de commerce[5]
- Brême – Statue équestre à côté de la cathédrale de Brême de Adolf von Hildebrand, inaugurée en 1910
- Bühl – Pierre sur la Sand.
- Darmstadt – Fontaine sur la Ludwigsplatz.
- Detmold – sur la place précédent l'Hermannsdenkmal[6]
- Deux-Ponts – Quartier d'Herzogvorstadt, Statue en face de l'hôtel-de-ville de Wilhelm Albermann inaugurée en 1894.
- Döbeln - sur l'Obermarkt, inaugurée le 5 juillet 1905
- Donaustauf – Buste dans le Walhalla, inauguré le 18 octobre 1908
- Dortmund
  - Hohensyburg (de) – Statue d'Adolf von Donndorf à côté du monument de l'empereur Guillaume.
  - Marten – Buste d'Arnold Künne (de) sur la Martener Strasse.
- Dresde - Relief sur le Gebäude des Cafés sur la Körnerplatz, date de 1894
- Duisbourg – proche de la mairie.
- Düren – sur la Bismarckstraße (rue Bismarck).
- Düsseldorf – Statue dans le centre-ville depuis 1961, au nord-ouest de la Martin-Luther-Platz, inaugurée le 10 mai 1899 sur l’Alleestraße, devenue depuis la Heinrich-Heine-Allee. Elle a été dessinée par August Bauer et Johannes Röttger. Elle mesure 3 m de haut et est posée sur un socle de granite de Bayreuth de 4 m de haut.
- Eberbach - Monument avec portrait[7]
- Erfurt – Statue de Christian Paschold (de) au niveau de la maison Bismarck sur la place Anger (de).
- Essen :
  - dans le quartier sud, au niveau de la Bismackplatz. Statue de 3 m de haut surmontant un socle de 1,5 m. Il est en habit militaire avec un casque à pointe.
  - dans le quartier de Essen-Kettwig – au sud de la Martin-Luther-Platz associé à Guillaume Ier et à Roon.
  - quartier de Werden – au niveau du Dückerpark, au côté de l'empereur Guillaume Ier et d'Helmuth von Moltke.
- Feldberg im Schwarzwald – Au sommet du Seebuck
- Francfort-sur-le-Main
  - Quartier d'Höchst – à l'est de la zone industrielle
- Goslar – sur la promenade Georgwall, réalisée par Willibald Böttcher, inaugurée en 1902
- Hambourg
  - Quartier de Neustadt - dans le Elbpark proche du port. C'est le plus grand monument consacré à Bismarck.
  - Quartier d'Altona-Altstadt - sur la Königstraße, statue de bronze de Adolf Brütt, date de 1898
  - Quartier de Bergedorf - dans le parc du château de Bergedorf (de), relief en bronze sur une colonne de granite, date de 1906
  - Quartier de Hambourg-Altstadt - Statue sur la façade de la Laeiszhof, accompagnée de Guillaume Ier, d'Albrecht von Roon et Helmuth von Moltke, œuvre de Bruno Kruse (de) en 1898[8]
  - Quartier de Sankt Pauli - Monument de Bismarck, une statue colossale en style Art nouveau.
- Hanau Wilhelmsbad – En face du parc.
- Hann. Münden - Buste en face du rempart, datant de 1895[9]
- Heidelberg – sur la Bismarckplatz.
- Heidenheim an der Brenz – Pierre commémorative avec un relief au niveau de la gare.
- Heilbronn – Statue dans le Bismarckpark.
- Hof an der Saale – Chêne Bismarck au parc municipal de Theresienstein.
- Husby – Monument avec médaillon en relief.
- Iéna – Relief d'Adolf von Hildebrand sur la Bismarckbrunnen (fontaine Bismarck) sur la place du Marché.
- Itzehoe – Colonne et plaque commémorative.
- Karlsruhe – au niveau du Gymnasium Bismarck.
- Kiel – Statue dans l'Hiroshimapark (parc Hiroshima).
- Krefeld – Dans le quartier Bismarck sur la Bismarckplatz (place Bismarck) se trouve un socle vide avec une inscription rappelant la présence d'une statue qui est en cours de reconstitution.
- Langerwehe - Monument dans le jardin de Kammerbusch.
- Lienen - Pierre avec portrait[10].
- Lindau (Bodensee) – Dans le quartier de Hoyren, sur le côté sud du Hoyerberg (mont Hoyer), Statue d'un aigle d'environ 10 m de haut avec un relief de Bismarck sur le socle.
- Lübeck – Monument entre la gare et la Lindenplatz (place des tilleuls) d'Emil Hundrieser (de), inaugurée en 1903.
- Mannheim – Monument entre la gare et Schwetzinger Vorstadt.
- Munich – Statue de Fritz Behn de 1931 au niveau du Deutsches Museum sur le Boschbrücke (pont Bosch).
- Munich - Relief sur une colonne secondaire à côté de l'Ange de la paix de 1899[11].
- Norden (Ostfriesland) – Sur le marché[12].
- Nuremberg – Sur la Prinzregentenufer (rive du prince régent).
- Pforzheim – dans le parc municipal.
- Sohland an der Spree - Monument sur la Schluckenauer Straße (rue Schluckenauer).
- Teterow – Pierre avec relief en bronze, restauré en 1990.
- Wiesbaden - Quartier de Nerotal-Anlage : statue de 1898, déplacée par la suite hors de la ville.
- Wuppertal - Quartier de Barmen : statue sur la Geschwister-Scholl-Platz (de).

## Monuments détruits

### Hesse
- Francfort-sur-le-Main – au Gallusanlage

### Mecklembourg-Poméranie-Occidentale
- Neubrandenburg, bloc erratique avec relief surmonté d'un aigle de bronze.
- Schwerin, de Wilhelm Wandschneider, inaugurée en 1901, démontée et fondue en 1950.

### Rhénanie-du-Nord-Westphalie
- Altena - Statue de bronze inaugurée le 1er septembre 1895 dans la Lüdenscheider Straße, financée par Gustav Selve, sculpté par Arnold Künne (de). Elle est démontée lors de la guerre.
- Dortmund – de Wilhelm Wandschneider, inaugurée en 1903, démontée lors de la guerre puis coulée à la fin des années 1950.
- Essen
- Cologne – Monument de 1879 sur l'Augustinerplatz, volée après 1945.
- Vlotho
- Wuppertal, Quartier d'Elberfeld, statue de 1898 de Ludwig Brunow (de), démontée et fondue en 1942
- Herdecke - Monument érigé en 1902 sur des esquisses du professeur Reusch de Königsberg et financée par une initiative privée. Le buste est récupéré pendant la Seconde Guerre mondiale pour faire des stocks de métal. Le socle de la statue est enlevé en 1946 et la rue où elle se trouvait, alors appelée Bismarckstraße (rue Bismarck), est renommée Goethestraße (rue Goethe).

### Saxe

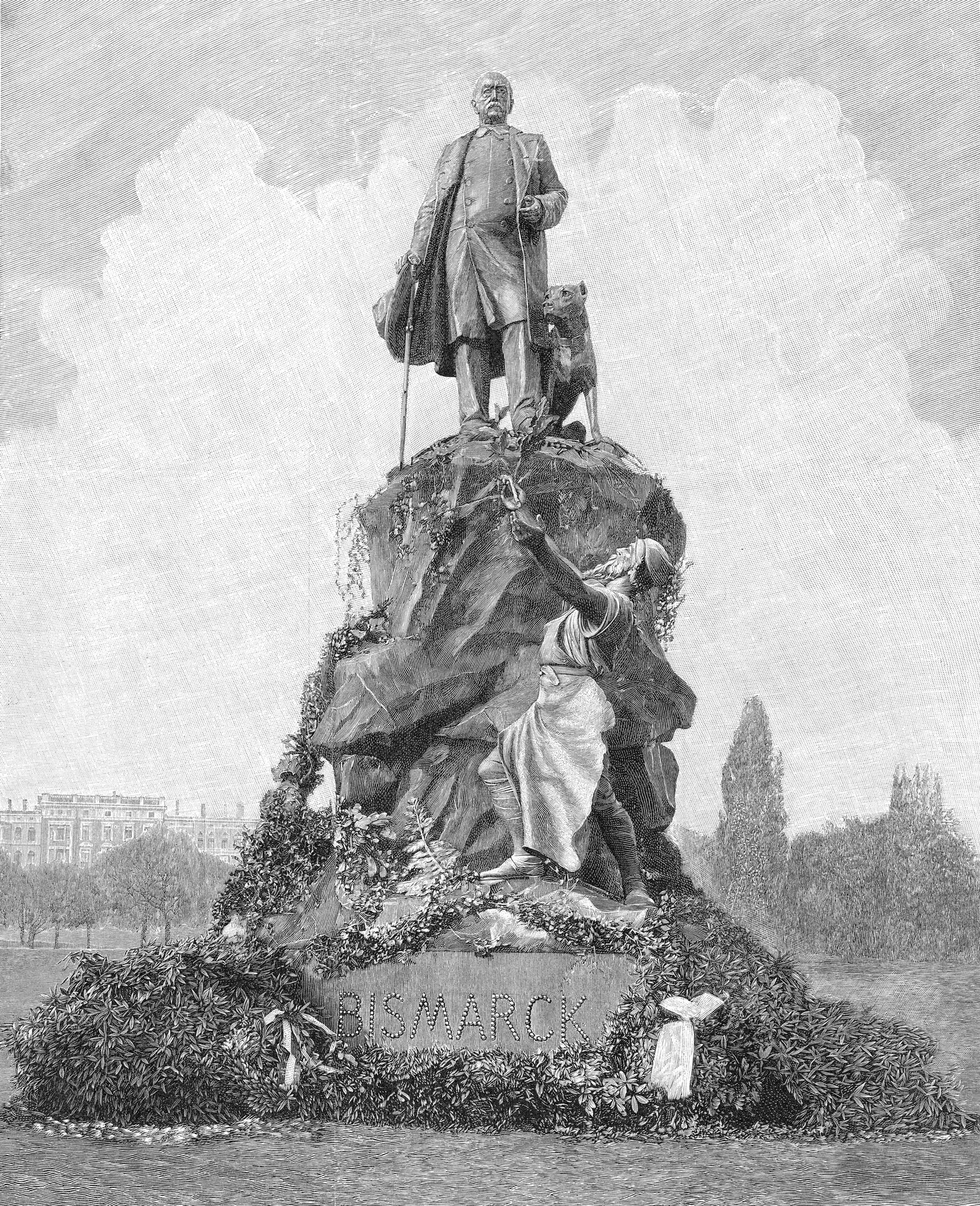
Ancien monument dans le Johannapark de Leipzig, avec son chien Tyras II

- Dresde – Monument de Robert Diez, inauguré en 1903, détruit en 1946, fondu en 1947.
- Freiberg, dynamité en 1948
- Leipzig – Statue de Bismarck habillé en chasseur avec son chien Tyras II. Une figure placée à côté le symbolise comme forgeron de l'unité allemande a été réalisé par Adolf Lehnert (de) et Josef Mágr (de). Elle se trouvait depuis 1897 au sud du Johannapark et a été enlevée en 1946[13].
- Sebnitz – Monument en bronze de Victor Seifert (de), inauguré en 1903 ; détruit en 1946.

### Saxe-Anhalt
- Wernigerode – Statue grandeur nature détruit en 1953.

### Schleswig-Holstein
- Flensburg – Fontaine sur le Südermarkt (marché sud), inaugurée le 1er avril 1903 et démontée en 1937.

### Thuringe
- Arnstadt - Fontaine sur la Marktplatz, construite en 1909 sur des plans de Georg Wrba. Endommagée lors de la Seconde Guerre mondiale par les bombardements aériens. Restaurée par une initiative privée en 2006. Elle se trouve en 2010 au Lagerhalle de la ville.
- Eisenach - Monument dans le parc municipal, enlevé après la Seconde Guerre mondiale.

### Pologne
- Oleśnica, dénommé jusqu'en 1945 Oels in Schlesien ; statue de Robert Baerwald (de), fondue en 1944[14]